# 古式由加利
古式由加利（古式ゆかり）是科樂美第一套戀愛模擬遊戲《純愛手札》（ときめきメモリアル）的女主角。

## 提要
古式由加利是《純愛手札》唯一有明白交代家族構成和父母行業的人。「古式不動產」是她的家族企業。她的父母都是光輝高中（きらめき高等学校） 畢業，並且是傳說之樹的實踐者。
在《純愛手札》中，古式由加利的日語配音員是黑崎彩子，韓語配音員是김선희。
在《純愛手札》PC Engine版中，古式由加利原始設定的名字為「星野翔子」；但PC Engine主機的字庫沒有JIS X 0208的日本漢字，不能顯示「翔」字，所以此名未被採用。PC Engine版中的她原本被設定為第二女主角，是第一女主角藤崎詩織的勁敵，但實際人氣度遠不如虹野沙希與館林見晴。
由於在大小姐教育下成長，古式由加利說話節奏超慢，多用典雅的敬語，並且有著遠離世間常識的特徵。她擅長編織，敬愛父親，口頭禪是「爸爸說……」，但非盲從父親；想追求她，必須先過她父親這一關。她喜歡的事物有埴輪、恐怖電影、卡其色的畫、八音盒、觀葉植物，在超級任天堂版中還多了水族館內的熱帶魚。她唯一擅長的運動是網球，不擅長其他運動，所以喜歡既擅長網球也擅長網球以外其他運動的人。她喜歡的食物是醬菜，尤其是千枚漬（千枚漬け）。她不喜歡吃螃蟹，因為她認為吃螃蟹很麻煩。
在《純愛手札 Drama Series》（ときめきメモリアルドラマシリーズ）、廣播劇與小說版中，古式由加利與朝日奈夕子是好友。在《純愛手札 Drama Series》第3集《啟程之詩》（ときめきメモリアルドラマシリーズVol.3 旅立ちの詩）中，由加利與沙希因同樣對家事有興趣而成為朋友。由加利是伊集院麗的青梅竹馬，也是光輝高中唯一知道麗是女孩子的人，所以在廣播劇中她被設定為麗的天敵。

## 個人唱片
下列唱片皆是古式由加利的角色歌唱片，皆是King Records總經銷。唱片名稱以各唱片封面標示為準。
錄音室專輯CD
- 《乙女想夢 －OTOME SOUMU－（日语：乙女想夢 -OTOME SOUMU-）》，科樂美株式會社1998年1月22日發行，King Records編號KICA7941，科樂美編號LC384。